# Montigiano
Montigiano è una frazione collinare del comune di Massarosa, in provincia di Lucca, Toscana.

## Geografia fisica
Il borgo è situato a circa 305 metri sul livello del mare, dista circa 5 km dal capoluogo comunale e 22 km da Lucca. Risulta facilmente raggiungibile, dopo circa un chilometro di salita, dalla strada provinciale dei Canipaletti, in località Monte Pitoro, sempre nel comune di Massarosa. Intorno al centro di Montigiano si sviluppano le borgate di Inta, Pitoro e Scherzi.

## Storia
Il toponimo deriva dal latino Monticianum, che significa "proprietà di Monticius", colono romano che qui possedeva un casale con dei terreni secondo il sistema della centuriazione. La prima menzione di Montigiano è nella donazione di Ugo e Lotario di un appezzamento di terra ai canonoci del duomo di Lucca del 1º luglio 932, dove si trova scritto: «in Montisano manentes unum». Nelle decime del vescovo Teudigrimo in cui sono elencate le ville dipendenti dalla pieve di Elici, del 29 novembre 984, è ricordato come Montiscianum.

## Monumenti e luoghi d'interesse
- Chiesa di Santa Lucia, antica chiesa alto-medievale, fu ricostruita nel 1687 e poi modificata in stile liberty nei primi anni del XX secolo.